# 豆卢宽
豆卢宽（582年—650年7月7日），字僧奴，河南郡洛阳县（今河南省洛阳市东）人，隋文帝外甥，隋朝、唐朝官员。

## 生平
开皇八年（588年），豆卢宽授南陈公世子。仁寿五年（605年），豆卢宽以皇后独孤伽罗挽郎的身份，出任吏部骁骑尉。大业九年（613年），豆卢宽出任河池郡梁泉县县令。义宁年间，李渊起兵占据关中，豆卢宽与河池郡太守萧瑀率领郡中富豪家族赴京师长安投靠，加银青光禄大夫。义宁二年（618年）三月，豆卢宽出任元帅府属，四月任赵国公李世民的府司马。武德元年（618年），豆卢宽升任秦王府司马，加仪同。武德二年（619年）正月，豆卢宽兼任陕东道行台。武德三年（620年），豆卢宽奉敕令检校行台左丞。武德四年（621年），豆卢宽封南陈县开国公，转任天策上将府从事中郎。武德九年（626年），豆卢宽出任殿中监。唐高祖诏令豆卢宽的儿子豆卢怀让娶万春公主，唐高祖认为豆卢宽的高祖豆卢苌在北魏太和年间依例称单姓，于是改豆卢宽为卢氏。贞观二年（628年），豆卢宽出任卫尉卿。贞观三年（629年），豆卢宽出任礼部尚书。贞观六年（632年），豆卢宽出任左卫大将军。贞观九年（635年），豆卢宽接受敕令担任皇太子李承乾的副手，在太极殿前留守。豆卢宽想要请求致仕，唐太宗下褒美嘉奖的诏书，不同意豆卢宽退休。贞观十二年（638年），豆卢宽出任镇军大将军，封芮国公。贞观十六年（642年），豆卢宽外任岐州刺史。贞观二十三年（649年），豆卢宽上表请求致仕，出任光禄大夫，俸禄赐同京官。永徽元年六月四日（650年7月7日），豆卢宽在京城弘德里私人住宅中去世，虚岁六十有九。朝廷赠予特进、使持节、都督并汾箕岚四州诸军事、并州刺史，其余官职封爵如故，谥号定公，又赐给治丧绢布三百端，米粟三百石，陪葬昭陵，又赐给东园秘器，丧事所需都由官府提供。唐高宗又命令金紫光禄大夫、行光禄卿柳奭监护丧事，命令都水使者率领仪仗送到豆卢宽墓地，又恢复了豆卢宽的豆卢氏。

## 家庭

### 曾祖
- 豆卢苌，北周追赠少保、柱国、涪陵郡公[2]

### 祖父
- 豆卢永恩，西魏使持节、车骑大将军、仪同三司、侍中、郕州刺史，北周鄯利沙文四州刺史、〇〇府司会、〇〇〇〇〇诸军事、幽冀定相并五州刺史、沃野县公[2]

### 父母
- 豆卢通，北周使持节、车骑大将军、骠骑大将军、开府仪同三司、沃野县公[2]
- 昌乐公主，追尊隋武元帝杨忠之女，隋文帝妹妹

### 兄弟姐妹
- 豆盧氏，嫁唐朝左武侯大将军、陈容公窦抗

### 夫人
- 弘农杨氏，北周光禄大夫、左卫大将军、傥城信公杨绍孙女，隋朝京兆尹、太子太傅、司空、司徒公、观王杨雄之女[2]

### 子女
- 豆卢仁业，唐朝成州刺史、上柱国、芮国公[2]
- 豆卢承基，唐朝右卫将军、上柱国、蠡吾县开国公[2]
- 豆卢怀让，兄仁业死后，袭芮国公
- 豆卢氏，长女，嫁唐朝朝散大夫、行东睦州桐庐县县令辛有道[5]
- 豆卢氏，嫁汉王李元昌[6]
- 豆卢氏，嫁唐朝使持节、瀛州诸军事、瀛州刺史、莘国公窦孝慈[7]
- 豆卢怀质[6]
- 豆卢氏，嫁唐朝朝议大夫、太子家令贺兰尚同[6]

## 豆卢宽碑
豆卢宽碑，宋欧阳修《集古录》称其为门下侍郎李义府撰，赵明诚《金石录》称为永徽元年（650年）六月立石。原来存于陕西醴泉县烟霞乡严峪村北约300米处豆卢宽墓前，1975年移入昭陵博物馆。碑身首高3.61米，下宽1米，厚37厘米。碑额篆书，题“唐故特进芮定公之碑”九字。碑文正书，共32行，满行69字。碑字鏨损严重，上部多难辨别。

（上缺二十三字）能（缺十七字）之茂祉。若乃门〇〇保，地华卿相，〇膏腴之族，禀英杰之材，道契兴仁，功参造物，〇〇〇〇〇轸，指〇〇而联〇，阐芳言于来〇，〇彭烈于今古者，其定公之者乎！公讳宽，字〇奴，燕〇元帝之后，今为河南洛阳人也。黄轩之际，得姓者为贤，紫蒙之郊，开国者称贵。掩〇〇于遥代，总〇〇于〇年。〇〇〇而〇〇，〇〇〇而〇〇。慕〇〇〇德，〇〇〇〇〇，〇〇攸分，〇〇斯广。因功命氏，涉魏光周，图史纷纶，可略言矣。曾祖苌，魏使持节〇〇〇〇〇〇，周少保、柱国、涪陵郡公，誉〇清阶，〇凝紫微，嘉〇〇〇〇〇，缛礼备于〇〇。祖永恩，魏使持节车骑大将军、仪同三司、侍中、郕州刺史，周鄯利沙文四州刺史、〇〇府司会、〇〇〇〇〇诸军事、幽冀定相并五州刺史、沃野县公。〇〇范〇〇〇〇〇〇〇以临〇振芳〇〇〇〇。父通，周使持节车骑大将军、骠骑大将军、开府仪同三司、袭沃野县公，虎〇（上缺二十二字）千（缺十七字）洪州总管〇〇〇，器〇前修，艺优往册。荣肃雍于鲁馆，標绩誉于周行。公〇（缺四十字）于〇〇备览〇〇之言，尤慕六韬之术。袁杨之资既重，韩白之材兼妙，朝英（缺二十八字）居有康济之心，〇无台辅之〇。隋开皇〇年，授南陈公世子。仁寿五年，以献后挽郎，授吏部骁骑尉。大业九年，授河池郡梁泉县令。奉身清〇，处物〇平，财（缺十五字）虽〇屈〇〇〇常〇。于时，炎宇崩离，瀛区版荡。妖氛亘地，黑〇之路未夷；大浸稽天，白波之势方溢。公抚全阖境，密候昌期。遵卓令之〇风，〇肃〇之〇〇。义宁〇〇，〇〇率〇〇〇朝投义，蒙授银青光禄大夫。三月，授元帅府属。四月，转赵国公府司马。武德元年，迁秦王府司马，加授仪同。二年正月，授兼摄陕东道行台〇〇〇〇二〇〇〇〇〇。三年，奉敕检校行台左丞。四年，拜南陈县开国公，转天策上将府从事中郎。既而唐郊缵庆，代谷承天。〇资参乘之势，〇降知人之举。九年，授殿中监，典〇〇衮，趋〇〇渥。〇〇冠于朝〇，〇〇〇于皇揆。贞观二年，转卫尉卿。〇〇〇垣，仪〇汉服，掌宫屯于南北，总都丞于左右。追芳赵喜，匪懈为心；继踵辛毗，忘私效节。三年，除礼部尚书。北〇〇〇，南〇荆〇。八〇表其声望，万几由其损益。特赐龙泉之剑，荣礼轶于韩稜；弗避武贲之弓，忠劲超于朱穆。六年，授左卫大将军。职冠〇〇，宠优王济。〇皇流〇，〇叶恂恂之美；〇〇〇〇，〇〇〇〇之材。九年，奉敕副皇太子监国，于太极殿前留守。务极殷总，情兼调谕。警〇途于舜贰，诱义〇于尧储。中外式清，声华自远，殊荣既总，诫盈斯〇。每奉清问之〇，〇〇止足之诫。勇退〇〇，优诏不许。十二年，方遂所请，授镇军大将军、芮国公。位重黄初，德符清邃。挥金逸赏，无惭于二贤；让田高志，有踰于两国。〇子之道方叶，〇〇之命俄〇。十六年，除岐州刺史。〇〇右辅，寄〇左阳。迁南虢之〇，〇西吴之隩。京里钦其素誉，侯服仰其〇尘。廿三年，表请致仕，授光禄大夫，禄赐同京官。荣〇特羊，礼优行马。应兹〇秩，〇〇〇礼。〇园绮（缺十二字）陶陶之趣，〇〇〇〇之辉。三〇无徵，百年俄尽。永徽元年六月四日薨于京城之弘德里第，春秋六十有九。呜呼哀哉！惟公器具沉深，〇情建达，言行无玷，忠义有闻。爰在弱龄，早腾声誉。〇奉兴运，遽〇〇〇。委质藩朝，竭诚霸业。绸缪款遇，契阔旌麾。霜雪骤零，松筠无改。参玉幔，肃金鉦，振沉沙之奇，摧触山之〇。（缺七字）窦建德，〇徐圆朗，〇刘武周，破刘黑闼，搴旗陷敌，〇逾〇千；班赏畴庸，常居第一。登省闼，陪轩禁，历华寺，抚名藩，莫不循猛兼〇，弦韦适度。故得累彰〇〇，特简帝心。〇〇〇〇〇〇百馀纸〇〇〇〇〇迈〇伦。始庆悬车，阉嗟奔驷。〇〇〇〇悼缨佩衔悲，固以事切柳庄，情深随会者矣。诏曰：“念功惟旧，前哲之令图；悼往饰终，有国之通典。故光禄大夫、芮国公豆卢宽，〇名运始，累著勋庸。宣力〇朝，〇展臣节。入司〇〇，〇懃效于轩墀；出总华藩，洽美化于谣颂。奄然薨谢，震悼良深。永言徽烈，宜旌泉壤。可赠特进、使持节都督并汾箕岚四州诸军事、并州刺史，馀官封并如故，谥曰定公。赙绢布三百端，米粟三百石，陪葬昭陵，赐东园秘器，葬事所须，并令官给。仍令金紫光禄大夫、行光禄卿柳奭监护，都水使者〇〇〇〇〇，仪仗送至墓所往还。”夫人杨氏，〇〇周光禄大夫、左卫大将军、傥城信公绍之孙，隋京兆尹、太子太傅、司空、司徒公观王雄之女也，胄〇钟鼎，性禀幽闲。七德兼优，四〇〇〇。〇〇〇淑，早世清华。〇〇克隆，荣（缺十二字）诏曰：“故特进、并州都督、芮国公妻杨氏，操擬松筠，志济冰玉。景〇零落，弗逯朝荣。将启〇门之殡，欲〇同穴之〇。〇〇〇灵，式旌幽隧。〇〇芮国公〇〇〇〇〇〇〇〇〇，礼也。”长子成州刺史、上柱国、芮国公仁业，次子右卫将军、上柱国、蠡吾县开国公承基等，并夙承家范，早擅令名，〇〇〇〇〇〇〇方〇〇高阳〇〇〇参〇之〇〇〇〇〇〇〇哀〇〇，镂鼎刻钟，〇彰功伐。披文相质，载阐徽风。爰树丰碑，贻芳来叶。猥以虚薄，侧奉清尘。敢课〇〇，乃为铭曰：

轩丘锡宇，蒙野开疆。树功分帝，率〇〇〇。〇基峻起，庆绪波长。家〇逾劭，台〇〇昌。

涪陵抗节，望〇〇鄙。〇〇推诚，誉光图史。南陈袭庆，载扬风轨。显允君侯，克传遐祉。

操植淹远。情期简素。〇〇玄成，〇〇〇度。义〇〇〇，〇〇沿〇。〇剑〇〇，〇〇〇〇。

〇〇交丧，〇〇〇〇。〇慕〇〇，〇〇〇昱。鳞翼可附，公侯斯复。藩宇声驰，朝行誉穆。

参赞机谋，升降轩陛。既列〇〇，还同聚米。曳履明光，〇〇〇〇。〇〇司城，〇〇〇〇。

〇〇〇〇，志钦〇〇。散〇渔弋，〇〇禽尚。风〇〇清，霞襟犹畅。光阴遽尽，簪缨流怆。

〇陵虚静，武图修直。鸟像既〇，鱼轩〇饰。两榇归兆，双旒赴域。加等斯降，荣哀兼〇。

（缺十六字）〇〇寒日，〇〇秋云。伤哉陇树，无复〇勋。